# Tærte
Tærter er bagværk af en tærtebund af mørdej og fyld. Den kan være med (fx klassisk dansk pæretærte) eller uden dejlåg. 
Der er to hovedtyper: madtærter og desserttærter.
Madtærten består af en bund, fyld og æggemasse. Bunden er en usødet mørdej. Fyldet kan være grøntsager, frugt, kød, fisk, fjerkræ, ost eller blandinger heraf. Æggemassen binder fyldet sammen og er af æg, mælk og fløde/creme fraiche. Et eksempel er den britiske ret shepard's pie.
Desserttærtens mørdejsbund er tilsat sukker. Fyldet er ofte frugt som æble, jordbær, pære, svesker, mandler og nødder eller chokolade, nougat eller blandinger heraf. Et eksempel er æbletærte.
| Mad og drikke | Spire Denne artikel om mad og drikke er en spire som bør udbygges. Du er velkommen til at hjælpe Wikipedia ved at udvide den. |